# Montague Rhodes James

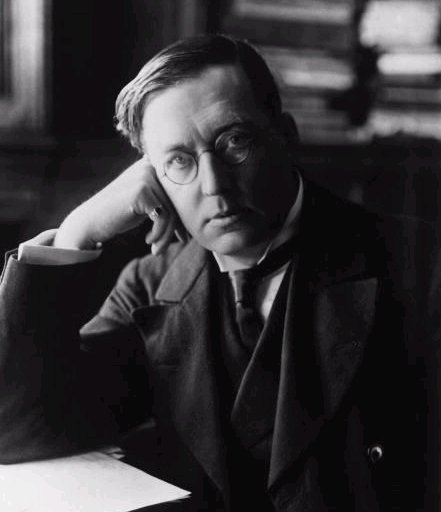
M. R. James (1900)

Montague Rhodes James (* 1. August 1862 in Goodnestone, Dover, Kent, England; † 12. Juni 1936 in Eton, Berkshire, England) war ein englischer Mediävist und Autor von Geistergeschichten.

## Leben und Wirken
Die schulische Laufbahn durchlief der hochbegabte M. R. James mit großem Erfolg. Er besuchte die Temple Grove School, das Eton College in Eton und das King’s College in Cambridge. Später nahm er eine Anstellung am King’s College an und wurde schließlich im Jahre 1905 dessen Vorsteher. 1918 avancierte er zum Vorsteher des Eton College.
Der gesellige James besaß einen großen Freundeskreis, blieb allerdings unverheiratet. Er bezeichnete sich selbst als offen gegenüber übernatürlichen Erscheinungen, war aber keineswegs das, was man in Großbritannien einen ghost hunter nennt. Seine Liebe zur Geistergeschichte kultivierte er bei der Beschäftigung mit dem irischen Schriftsteller Joseph Sheridan Le Fanu (1814–1873), dessen einschlägige Erzählungen er neu herausgab.
Im Laufe der Zeit verfasste er eine immense Anzahl von Lehrbüchern und Ausarbeitungen. Sein besonderes Interesse galt apokryphen Bibelschriften und mittelalterlichen Manuskripten. Als profunder Kenner der Materie katalogisierte er einen Großteil der Manuskriptbestände der Universitäten von Cambridge und Oxford. 
Der Öffentlichkeit bekannt wurde James ab 1894 durch seine Geistergeschichten, wobei er sich auf zahlreichen Reisen auf dem europäischen Kontinent Anregungen holte. Seine profunden historischen Kenntnisse, die er in seine Erzählungen einfließen ließ, geben diesen einen Anstrich von Authentizität. 
James bediente sich häufig der Elemente von „klassischen“ Geistergeschichten und perfektioniert diese: Der Schauplatz ist oft eine ländliche Gegend, Kleinstadt oder eine ehrenwerte Universität mit einem verschrobenen Gelehrten als Protagonisten. Die Entdeckung eines alten Buches oder einer anderen Antiquität beschwört das Unheil oder eine dunkle Bedrohung herauf. Dabei wird das Böse eher angedeutet und der Vorstellung des Lesers überlassen, wogegen die Charaktere und der Schauplatz detailliert beschrieben werden. 
Der auch von H. P. Lovecraft gewürdigte James inspirierte zahlreiche Schriftsteller des Genres, darunter A. N. L. Munby, E. G. Swain und A. C. Benson. Seine Erzählungen waren in England zeitweise sehr populär und wurden – einer englischen Tradition folgend – oft am Weihnachtsabend in geselliger Runde vorgelesen.
James’ Geschichten erschienen mehrfach in gesammelter Form und wurden für den Hörfunk und das Fernsehen adaptiert. Die BBC sendete über viele Jahre weihnachtliche Lesungen.
1903 wurde er zum Mitglied (Fellow) der British Academy gewählt.

## Werke

### Gesammelte Erzählungen
- Ghost Stories of an Antiquary, 1904, Online-Text

daraus: »Oh, pfeif ’ nur, und gleich komm’ ich zu dir, mein Schatz« (»Oh, Whistle, and I'll Come to You, My Lad«). Hannover, jmb 2011. ISBN 978-3-940970-68-8
- More Ghost Stories of an Antiquary, 1911, Online-Text
- A Thin Ghost and Others, 1919, Online-Text
- A Warning to the Curious and other Ghost Stories, 1925, Die Titelstory als Online-Text

### Deutsche Ausgaben
- "13 Geistergeschichten" (13 Ghost Stories) Rothenburg ob der Tauber: Hegereiter-Verlag 1962, Übersetzt von Otto Knörrich. Reprint: Suhrkamp 1990
  - Inhalt: 
    - Der Kupferstich (The Mezzotint)
    - Nummer 13 (Number 13)
    - "Pfeife und ich komme zu dir, mein Freund!" (Whistle and I'll Come to You My Lad)
    - Eine Schulgeschichte (A School Story)
    - Der Rosengarten (The Rose Garden)
    - Der Traktat Middoth (The Tractate Middoth)
    - Mr. Humphreys und seine Erbschaft (Mr. Humphreys and His Inheritance)
    - Die Domherrnwohnung in Whitminster (The Residence at Whitminster)
    - Das Tagebuch des Mr. Poynter (The Diary of Mr. Poynter)
    - Die geheimnisvollen Gebetbücher (The Uncommon Prayer-Book)
    - Ein Blick von einem Hügel (A View from a Hill)
    - Eine Warnung für die Neugierigen (A Warning to the Curious)
    - Ratten (Rats)
- "Der Schatz des Abtes Thomas" Frankfurt/Main: Insel Verlag 1970 (Bibliothek des Hauses Usher), Übersetzt von Friedrich Polakovics. Reprint: Suhrkamp 1979
  - Inhalt: 
    - Der Schatz des Abtes Thomas (The Treasure of Abbot Thomas)
    - Ein Herzensvetter (Lost Hearts)
    - "Ibi cubavit Lamia" (An Episode of Cathedral History)
    - Das Puppenhaus (The Haunted Doll's House)
    - Das Vermächtnis des Kanonikus Alberic (Canon Alberic's Scrap-Book)
    - Eine Pfadfinder-Geschichte (Wailing Well)
    - Der Eschenbaum (The Ash-Tree)
    - Drei Monate Frist (Casting the Runes)
    - "Liber nigrae peregrinationis" (Count Magnus)

- "Zwei seltsame Geistergeschichten" Amsterdam: Verlag Munniksma 1988, Übersetzt von Harald Schablow
  - Inhalt: 
    - Eines Nachbarn Grenzstein (A Neighbour's Landmark)
    - Martins Gehege (Martin's Close)

- "Die Bosheit unbeseelter Dinge" Giessen: Privatdruck Robert N. Bloch 2008, Übersetzt von Michael Siefener
  - Inhalt: 
    - Die Hexe von Fenstanton (The Fenstanton Witch)
    - Eine Abendunterhaltung (An Evening Entertainment)
    - Es war einmal ein Mann, der wohnt' am Kirchhof (There was a Man dwelt by a Churchyard)
    - Die Geschichte eines Verschwindens und Wiedererscheinens (The Story of a Disappearance and an Appearance)
    - Das Experiment (The Experiment)
    - Eine Vignette (A Vignette)
    - Eine Nacht in der Kapelle des King’s College (A Night at King’s College Chapel)
    - Nach Einbruch der Dunkelheit auf dem Sportplatz (After Dark in the Playing Fields)
    - Die Bosheit unbeseelter Dinge (The Malice of Inanimate Objects)

- 2002 wurden im Festa Verlag zwei weitere Geistergeschichten innerhalb der von Frank Rainer Scheck und Erik Hauser herausgegebenen Anthologie "Berührungen der Nacht" veröffentlicht, die auch zahlreiche weitere Erzählungen der James-Tradition dokumentiert.

## TV-Adaptionen und Filme
- Night of the Demon, 1957 (US-Titel: Curse of the Demon; deutscher Titel: Der Fluch des Dämonen); Vorlage war „Drei Monate Frist“ (Casting the Runes)
- Whistle and I'll Come to You, 1968
- A Warning to the Curious, 1972